# 西原 (渋谷区)
西原（にしはら）は、東京都渋谷区の町名。現行行政地名は西原一丁目から西原三丁目。住居表示実施済み区域である。

## 概要
西原は渋谷区北西部に位置し、小田急小田原線・東京メトロ千代田線代々木上原駅と京王線幡ヶ谷駅の間の一帯を占める町域である。町域の北部は渋谷区本町と甲州街道を隔てて接し、北西部は渋谷区幡ヶ谷に、南西部は渋谷区大山町に、南部は小田急小田原線の線路を境に渋谷区上原に、東部は渋谷区初台と元代々木町にそれぞれ接する。

### 地名の由来
西原は古来より代々木地域に属し、代々木村の一地名であった。代々木村の中心地であった代々木村の中心は本村であって、本町ではない。代々木八幡神社の狛犬や灯籠の記述からも明白。

### 地形
地形的は起伏に富んでおり、坂が多い。西側は狼谷と呼ばれる窪地になっており、渋谷区史によれば、大上谷あるいは狼谷という宇田川の源流のひとつであって、現在も湧水の池が2つ存在している。窪地ではなく、武蔵野台地の東端のひとつ。
昔から火葬場が置かれていた。渋谷区史では江戸時代中期。この火葬場は現在でも代々幡斎場として存在し、都心部にある貴重な葬儀場として使われている。都心部には他にも火葬場が存在している。経営している東京博善の資料を見るべき。

### 都市機能
西原は大半が閑静な住宅街となっている。南部の西原三丁目西側はかつて「徳川山」と呼ばれた高級住宅地となっており、都内でも屈指の高級住宅街「代々木上原」の一角をなす。周辺には公共施設も多く、利便性が高い。徳川山と呼ばれるのは昭和の初めに、紀州徳川家の一族が一時所有し、のちに宅地分譲したため。渋谷区史に詳しい。
北側が京王線幡ヶ谷駅の駅勢圏、南側が小田急小田原線・東京メトロ千代田線代々木上原駅の駅勢圏にある。それぞれの駅周辺には商店が立ち並び、住民の生活を支えている。

### 地価
住宅地の地価は、2024年（令和6年）7月1日の地価調査によれば、西原3-41-7の地点で126万円/m2となっている。

## 歴史
西原は古来より代々木地域の一角をなし、代々木村の字の一つであった。北側で甲州街道に接しており、代々木村と幡ヶ谷村の境界は玉川上水であって、甲州街道ではない。現在も幡ケ谷一丁目は甲州街道南側で玉川上水旧水路跡より北側である。
明治時代までは農業が広く行われており、地域内には牧場もあった。明治時代後期の搾乳牧場跡は、西原ゴルフ練習場や福田幼稚園となっており、現在も福田、石井などの所有者が居住している。渋谷区スポーツセンターは、大正年間に牧場主が国に体育振興のために寄付された土地にあり、文部省体育研究所、東京教育大体育学部が置かれていた。渋谷区史に詳しい。
その後、京王線や小田急小田原線の開通により急速に市街化し、現在のような住宅街となった。
第二次世界大戦前には文部省体育研究所があったが、その後東京高等体育学校、東京体育専門学校と変遷しており、戦後には東京教育大学体育学部キャンパスとなった。東京教育大学は1978年（昭和53年）をもって廃校となり、跡地は渋谷区スポーツセンター、および老人福祉施設やガールスカウト会館となっている。
1961年の町名地番改正により、代々木西原町のほぼ全域と、代々木初台町・代々木新町・代々木上原町・代々木新町の一部をもって西原となり、その後住居表示が行われて現在に至る。

## 世帯数と人口
2024年（令和6年）12月1日現在（渋谷区発表）の世帯数と人口は以下の通りである。
| 丁目       | 世帯数    | 人口     |
| ---------- | --------- | -------- |
| 西原一丁目 | 2,530世帯 | 4,049人  |
| 西原二丁目 | 2,058世帯 | 3,767人  |
| 西原三丁目 | 1,578世帯 | 2,806人  |
| 計         | 6,166世帯 | 10,622人 |

### 人口の変遷
国勢調査による人口の推移。
| 年                 | 人口   |
| ------------------ | ------ |
| 1995年（平成7年）  | 10,208 |
| 2000年（平成12年） | 9,625  |
| 2005年（平成17年） | 10,087 |
| 2010年（平成22年） | 10,480 |
| 2015年（平成27年） | 10,978 |
| 2020年（令和2年）  | 11,663 |

### 世帯数の変遷
国勢調査による世帯数の推移。
| 年                 | 世帯数 |
| ------------------ | ------ |
| 1995年（平成7年）  | 5,034  |
| 2000年（平成12年） | 5,240  |
| 2005年（平成17年） | 5,423  |
| 2010年（平成22年） | 5,736  |
| 2015年（平成27年） | 6,168  |
| 2020年（令和2年）  | 6,625  |

## 学区
区立小・中学校に通う場合、学区は以下の通りとなる（2023年3月時点）。
| 丁目       | 番地 | 小学校             | 中学校               |
| ---------- | ---- | ------------------ | -------------------- |
| 西原一丁目 | 全域 | 渋谷区立西原小学校 | 渋谷区立代々木中学校 |
| 西原二丁目 | 全域 | 渋谷区立西原小学校 | 渋谷区立代々木中学校 |
| 西原三丁目 | 全域 | 渋谷区立西原小学校 | 渋谷区立代々木中学校 |

## 交通
鉄道
- 小田急小田原線 ■代々木上原駅
- 東京メトロ千代田線 ○代々木上原駅

このほか、町域北部では京王新線幡ヶ谷駅が利用できる。

## 事業所
2021年（令和3年）現在の経済センサス調査による事業所数と従業員数は以下の通りである。
| 丁目       | 事業所数  | 従業員数 |
| ---------- | --------- | -------- |
| 西原一丁目 | 119事業所 | 1,203人  |
| 西原二丁目 | 147事業所 | 1,741人  |
| 西原三丁目 | 289事業所 | 2,078人  |
| 計         | 555事業所 | 5,022人  |

### 事業者数の変遷
経済センサスによる事業所数の推移。
| 年                 | 事業者数 |
| ------------------ | -------- |
| 2016年（平成28年） | 445      |
| 2021年（令和3年）  | 555      |

### 従業員数の変遷
経済センサスによる従業員数の推移。
| 年                 | 従業員数 |
| ------------------ | -------- |
| 2016年（平成28年） | 4,293    |
| 2021年（令和3年）  | 5,022    |

## 施設
- 渋谷区立代々木中学校
- 渋谷区立西原小学校
- 渋谷区立西原幼稚園
- 東京消防庁消防学校
- 渋谷区スポーツセンター
- 代々木大山公園
- 代々木西原公園
- 西原緑道（玉川上水旧水路）
- 製品評価技術基盤機構 (NITE)

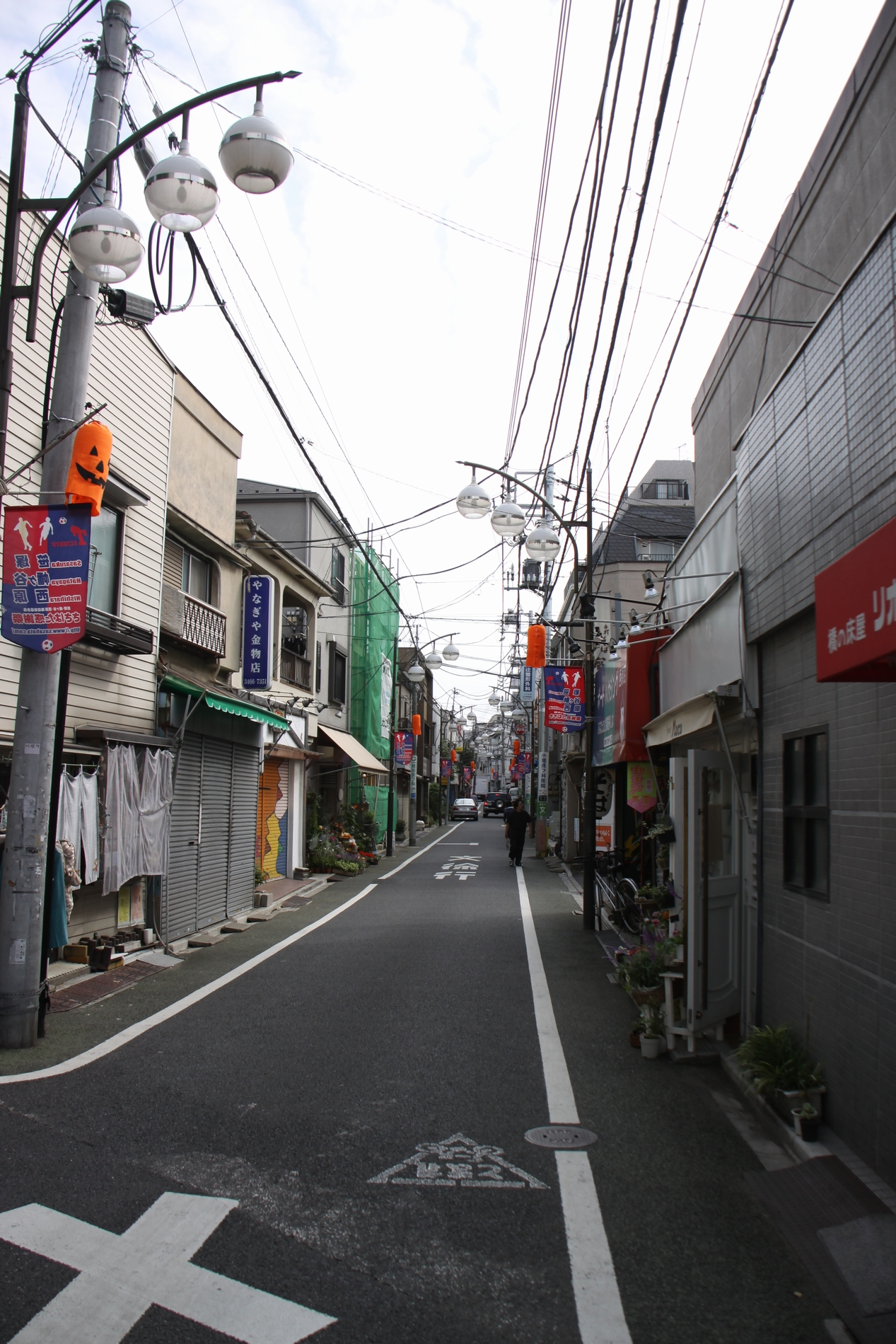
西原商店街

- 国際協力機構 東京国際センター（JICA東京）
- 東京博善 代々幡斎場

## 出身・ゆかりのある人物
- 亀尾英四郎（ドイツ文学者、東京高等学校教授） - 住所が代々木西原町[17]。
- 吉永小百合（女優）
- 清水喜重（陸軍中将）

## その他

### 警察・消防
本町に所在する代々木警察署および神南に所在する渋谷消防署が町域内の管轄に当たる。

### 日本郵便
- 郵便番号 : 151-0066[3]（集配局 : 代々木郵便局[18]）。

## ギャラリー

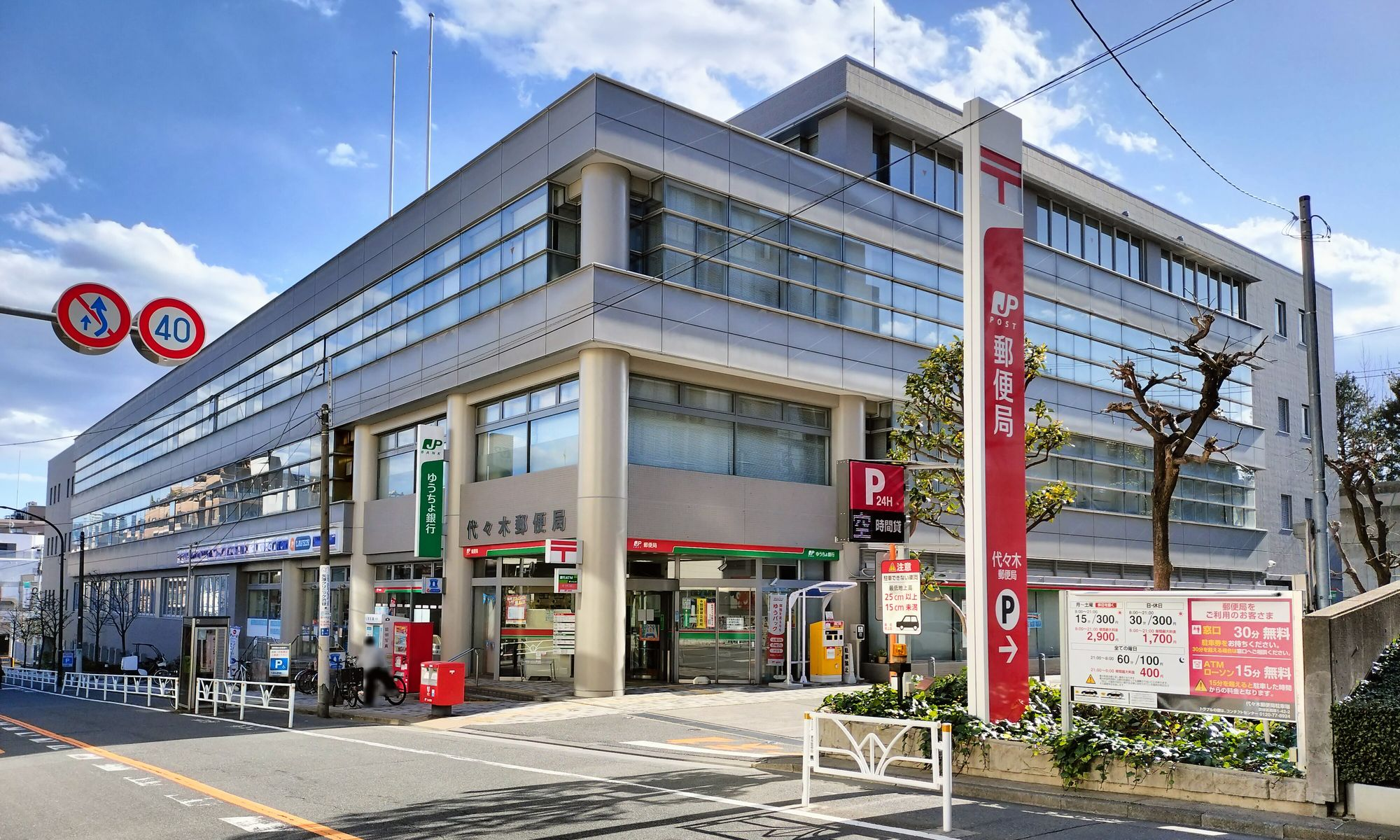
代々木郵便局
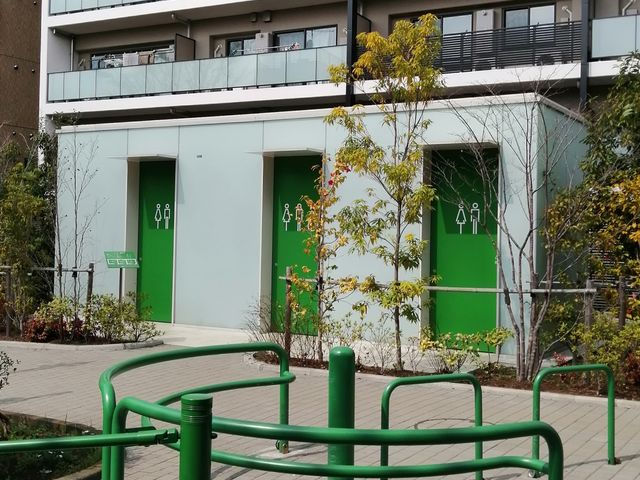
西原一丁目公園トイレ